# Николаешти (Дамбовица)
Николаешти (рум. Nicolaești) насеље је у Румунији у округу Дамбовица у општини Вулкана Бај. Oпштина се налази на надморској висини од 384 m.

## Становништво
Према подацима из 2002. године у насељу је живело 168 становника, од којих су сви румунске националности.